# B.A.P
A B.A.P (hangul: 비에이피, pieiphi) 2012-ben alakult dél-koreai idol fiúegyüttes, debütáló középlemezük, a Warrior 2012 februárjában jelent meg és két nap alatt 10 000 példányban fogyott. 2013 februárjában kiadott One Shot című középlemezük első helyet ért el a Billboard World Albums toplistán.

## Tagok
| Művésznév | Művésznév | Születési név  | Születési név  | Születési dátum             | Pozíció                             |
| Magyaros  | Hangul    | Magyaros       | Hangul/Handzsa | Születési dátum             | Pozíció                             |
| --------- | --------- | -------------- | -------------- | --------------------------- | ----------------------------------- |
| Jongguk   | 용국      | Pang Jongguk   | 방용국/方容國  | 1990. március 31. (34 éves) | vezér, fő rapper                    |
| Himcshan  | 힘찬      | Kim Himcshan   | 김힘찬/金力燦  | 1990. április 19. (34 éves) | rapper, énekes                      |
| Dehjon    | 대현      | Csong Dehjon   | 정대현/鄭大賢  | 1993. június 28. (31 éves)  | fő énekes                           |
| Jongdzse  | 영재      | Ju Jongdzse    | 유영재/劉永才  | 1994. január 24. (31 éves)  | fő énekes                           |
| Dzsongop  | 종업      | Mun Dzsongop   | 문종업/文鐘業  | 1995. február 6. (30 éves)  | fő táncos, énekes                   |
| Zelo      | 젤로      | Cshö Dzsunhong | 최준홍/崔準烘  | 1996. október 15. (28 éves) | vezető rapper, vezető táncos, makne |

## Diszkográfia
- 2012:
  - Warrior (kislemez)
  - Power (kislemez)
  - No Mercy (középlemez)
  - Stop It (kislemez)
  - Crash (újracsomagolt)
- 2013:
  - One Shot (középlemez)
  - Badman (középlemez)
  - Warrior (japán kislemez)
  - One Shot (japán kislemez)
- 2014:
  - First Sensibility (stúdióalbum)
  - 'Unplugged 2014' (kislemez)
  - No Mercy (japán kislemez)
  - Ecxuse Me (japán kislemez)
- 2015:
  - MATRIX (középlemez)
- 2016:
  - Carnival (középlemez)
  - Put ’Em Up (kislemez)
  - Noir (stúdióalbum)
  - Best. Absolute. Perfect (japán stúdióalbum)
  - Feel So Good (japán kislemez)
  - Fly High (japán kislemez)
- 2017:
  - Rose (kislemez)
  - Wake Me Up (japán kislemez)
  - Honeymoon